# Lussat (Creuse)
Pour les articles homonymes, voir Lussat.
Lussat est une commune française située dans le département de la Creuse, en région Nouvelle-Aquitaine.
Il ne faut pas la confondre avec Lussat, commune du Puy-de-Dôme située en distance orthodromique, 77 km au sud-est.

## Géographie
| Bord-Saint-Georges | Auge   | Lépaud              |
| Gouzon             | Lussat | Chambon-sur-Voueize |
| Saint-Loup         |        | Tardes              |

Lussat est située sur le trajet de la Méridienne Verte, le 14 juillet 2000, il y avait donc des festivités importantes.
Le bourg domine l'est du bassin sédimentaire de Gouzon, constitué de l'étang des Landes (379 mètres d'altitude), vestige soit d'un ancien lac tertiaire soit d'anciens marécages à fonds sableux barrés par des roches érodées d'origine volcanique. Le bourg, à 417 mètres d'altitude, situé sur la barre d'origine volcanique, offre un magnifique point de vue sur l'étang, distant de moins d'un kilomètre, en contrebas . La situation de Lussat marque donc la limite ouest de la Combraille.
Le territoire de la commune s'organise autour du bourg situé en position centrale :
- au nord, la Voueize a creusé son lit en méandres sur la faible pente offerte par le bassin sédimentaire de Gouzon. À partir du Pont Brédeix, la rivière, quittant le bassin sédimentaire, est obligée de forcer son passage dans la roche granitique. Une gorge se forme alors au niveau du hameau de Villeranges, qui se creusera de plus en plus dans la traversée de la commune voisine de Chambon-sur-Voueize.
- tout l'est occupé par le plateau séparant la Voueize de la Tardes, ces deux rivières quittant, en direction de Chambon-sur-Voueize, le territoire communal à une altitude identique de 350 mètres. Le plateau culmine à 428 mètres au niveau de la ferme des Farges et 433 mètres à Rière, en limite de commune.
- au sud-est de Lussat, la limite communale suit le cours de la Tardes, la commune de Tardes se situant sur la rive droite, à l'exception du hameau de Bazaneix qui constitue une enclave de Lussat de l'autre côté de la rivière. L'échancrure la plus marquée du plateau cristallin se situe au niveau des anciens moulins de Farouille et de Badassat (60 mètres de dénivelé). Il y a donc une différence très nette entre les paysages créés au sud par la Tardes (relief de gorge) et au nord par la Voueize (relief de collines).
- la partie sud, proche de la Tardes, présente le point culminant de la commune (451 mètres entre la Viergne-Gomet et Teillet). Le plateau s'adoucit ensuite progressivement en allant vers l'ouest où il rencontre le bassin sédimentaire de Gouzon, matérialisé par deux grands étangs artificiels, en communication avec l'étang des Landes (bassin versant). Il s'agit des étangs Tête de Bœuf (36 ha) et de la Bastide (24 ha).
- tout l'ouest de la commune correspond à la partie orientale du bassin de Gouzon et plus particulièrement à l'Etang et au Bois de Landes. En limite de Gouzon, le Bois de Landes, d'une superficie de 518 ha, est plat au nord (373 à 379 mètres d'altitude), mais s'élève légèrement vers le sud jusqu'à 402 mètres. La lisière ouest et sud du massif forestier épouse exactement les limites communales avec Gouzon et Saint-Loup. L'Etang des Landes (100 ha) est situé entre le Bois de Landes et le bourg de Lussat. Au nord du bois, un espace original a été créé au XIXe siècle : la Brande de Landes. À partir de 1833, les municipalités de Gouzon et Lussat accordèrent à chaque famille 2 parcelles de 78 ares en vue de valoriser un terrain à l'époque marécageux, avec obligation de drainer et d'entretenir des haies de séparation. De larges chemins permettent l'accès aux différentes propriétés et l'entretien des fossés de drainage. Les parcelles étant strictement géométriques, le paysage obtenu, grâce aux haies et aux chemins, présente une forme très régulière en damier.
- au nord de la Brande de Landes, le bassin sédimentaire de Gouzon est interrompu par un éperon rocheux sur lequel s'est établie une demeure seigneuriale depuis le Moyen Âge : Puy-haut. Culminant à 436 mètres, cette colline domine au sud l'Etang, le Bois et la Brande d'une cinquantaine de mètres environ et au nord la vallée de la Voueize par un dénivelé en pente douce de soixante-dix mètres.
En résumé, le territoire de la commune de Lussat, pour une superficie de 46,86 km2, offre une grande diversité de paysages :
- un bassin sédimentaire, au relief plat, sur lequel a été organisé un paysage d'origine humaine : la Brande de Landes.
- un étang de grande dimension ayant un intérêt floristique et faunistique national (l'Etang des Landes) et deux autres étangs plus modestes (les étangs de la Tête de Bœuf et de la Bastide).
- un massif forestier de plus de 500 ha (le Bois de Landes).
- un plateau cristallin vallonné (altitudes de 400 à 450 mètres) : la Combraille.
- une rivière en méandres dans une vallée large et à faible pente : la Voueize, qui y reçoit son affluent, la Verneigette.
- une rivière en pente rapide, creusant une gorge profonde dans le plateau cristallin : la Tardes.
Sources : cartes IGN  1/25 000  Evaux (2329 est) et Gouzon (2329 ouest).

### Climat
Pour des articles plus généraux, voir Climat de la Nouvelle-Aquitaine et Climat de la Creuse.
Historiquement, la commune est exposée à un climat montagnard.  
En 2020, Météo-France publie une typologie des climats de la France métropolitaine dans laquelle la commune est exposée à un climat de montagne et est dans la région climatique  Ouest et nord-ouest du Massif Central, caractérisée par une pluviométrie annuelle de 900 à 1 500 mm, maximale en automne et en hiver.
Pour la période 1971-2000, la température annuelle moyenne est de 10,3 °C, avec une amplitude thermique annuelle de 15,1 °C. Le cumul annuel moyen de précipitations est de 886 mm, avec 11,6 jours de précipitations en janvier et 7,5 jours en juillet. Pour la période 1991-2020, la température moyenne annuelle observée sur la station météorologique la plus proche, située sur la commune d'Auzances à 21 km à vol d'oiseau, est de 10,6 °C et le cumul annuel moyen de précipitations est de 898,1 mm,. Pour l'avenir, les paramètres climatiques de la commune estimés pour 2050 selon différents scénarios d'émission de gaz à effet de serre sont consultables sur un site dédié publié par Météo-France en novembre 2022.

### Milieux naturels et biodiversité

#### Espaces protégés
La protection réglementaire est le mode d'intervention le plus fort pour préserver des espaces naturels remarquables et leur biodiversité associée.
En 2025, douze aires protégées concernent le territoire communal.
Sur  167 hectares, la réserve naturelle nationale de l'étang des Landes est un site du sud-ouest de la commune, situé un kilomètre et demi à l'ouest du bourg et géré par le Conseil départemental de la Creuse.
D'une superficie de 1,76 hectare, les mares de Lussat et de Saint-Loup sont un espace géré par le Conservatoire d'espaces naturels de Nouvelle-Aquitaine.
À proximité du pont Bredeix, le tuf pyroclastique viséen d'une ancienne carrière est répertorié à l'Inventaire national du patrimoine géologique.

#### Natura 2000
Le réseau Natura 2000 est un réseau écologique européen de sites naturels d'intérêt écologique élaboré à partir des directives « Habitats » et « Oiseaux ». Ce réseau est constitué de zones spéciales de conservation (ZSC) et de zones de protection spéciale (ZPS).
En 2025, deux zones Natura 2000 sont intégralement comprises sur le territoire communal : la ZPS « étang des Landes » et la ZSC « bassin de Gouzon ».

#### Zones naturelles d'intérêt écologique, faunistique et floristique
L'inventaire des zones naturelles d'intérêt écologique, faunistique et floristique (ZNIEFF) a pour objectif de réaliser une couverture des zones les plus intéressantes sur le plan écologique, essentiellement dans la perspective d’améliorer la connaissance du patrimoine naturel national et de fournir aux différents décideurs un outil d'aide à la prise en compte de l'environnement dans l'aménagement du territoire.
En 2025, sept ZNIEFF sont recensées sur la commune d'après l'INPN.
La « vallée de la Voueize à l'amont de Chambon » est une ZNIEFF de type 2 qui concerne toute la vallée de la Voueize sur le territoire communal et la vallée aval de son affluent, la Verneigette, sur ses trois derniers kilomètres, ainsi que leurs rives, et une zone importante autour et au nord du bourg de Lussat.
Elle inclut entièrement une ZNIEFF de type 1, le site « prairies et mares de la Voueize à Lussat » situé essentiellement sur le territoire de Lussat, dans une moindre mesure sur celui de Chambon-sur-Voueize et de façon minimaliste sur Bord-Saint-Georges et Gouzon ; son emprise est plus restreinte au niveau de la vallée de la Voueize.
La « bassin versant de l'étang des Landes » est une autre ZNIEFF de type 2 d'environ trente kilomètres carrés dont la moitié de la superficie concerne une importante zone dans le sud-ouest de la commune.
Le bassin versant de l'étang des Landes inclut quatre ZNIEFF de type 1 situées entièrement sur la commune : le « bois des Landes », l'« étang de la Bastide », l'« étang des Landes » et l'« étang Tête de Bœuf », ainsi que celui de deux zones Natura 2000, également situées intégralement sur le territoire communal : la zone de protection spéciale (ZPS) « étang des Landes » et la zone spéciale de conservation (ZSC) « bassin de Gouzon ».

## Urbanisme

### Typologie
Au 1er janvier 2024, Lussat est catégorisée commune rurale à habitat très dispersé, selon la nouvelle grille communale de densité à 7 niveaux définie par l'Insee en 2022.
Elle est située hors unité urbaine et hors attraction des villes,.

### Occupation des sols
L'occupation des sols de la commune, telle qu'elle ressort de la base de données européenne d’occupation biophysique des sols Corine Land Cover (CLC), est marquée par l'importance des territoires agricoles (81,4 % en 2018), une proportion sensiblement équivalente à celle de 1990 (81,5 %). La répartition détaillée en 2018 est la suivante : 
prairies (47,2 %), zones agricoles hétérogènes (30,2 %), forêts (13,3 %), terres arables (4 %), eaux continentales (3,2 %), zones humides intérieures (0,9 %), zones urbanisées (0,8 %), zones industrielles ou commerciales et réseaux de communication (0,4 %). L'évolution de l’occupation des sols de la commune et de ses infrastructures peut être observée sur les différentes représentations cartographiques du territoire : la carte de Cassini (XVIIIe siècle), la carte d'état-major (1820-1866) et les cartes ou photos aériennes de l'IGN pour la période actuelle (1950 à aujourd'hui).

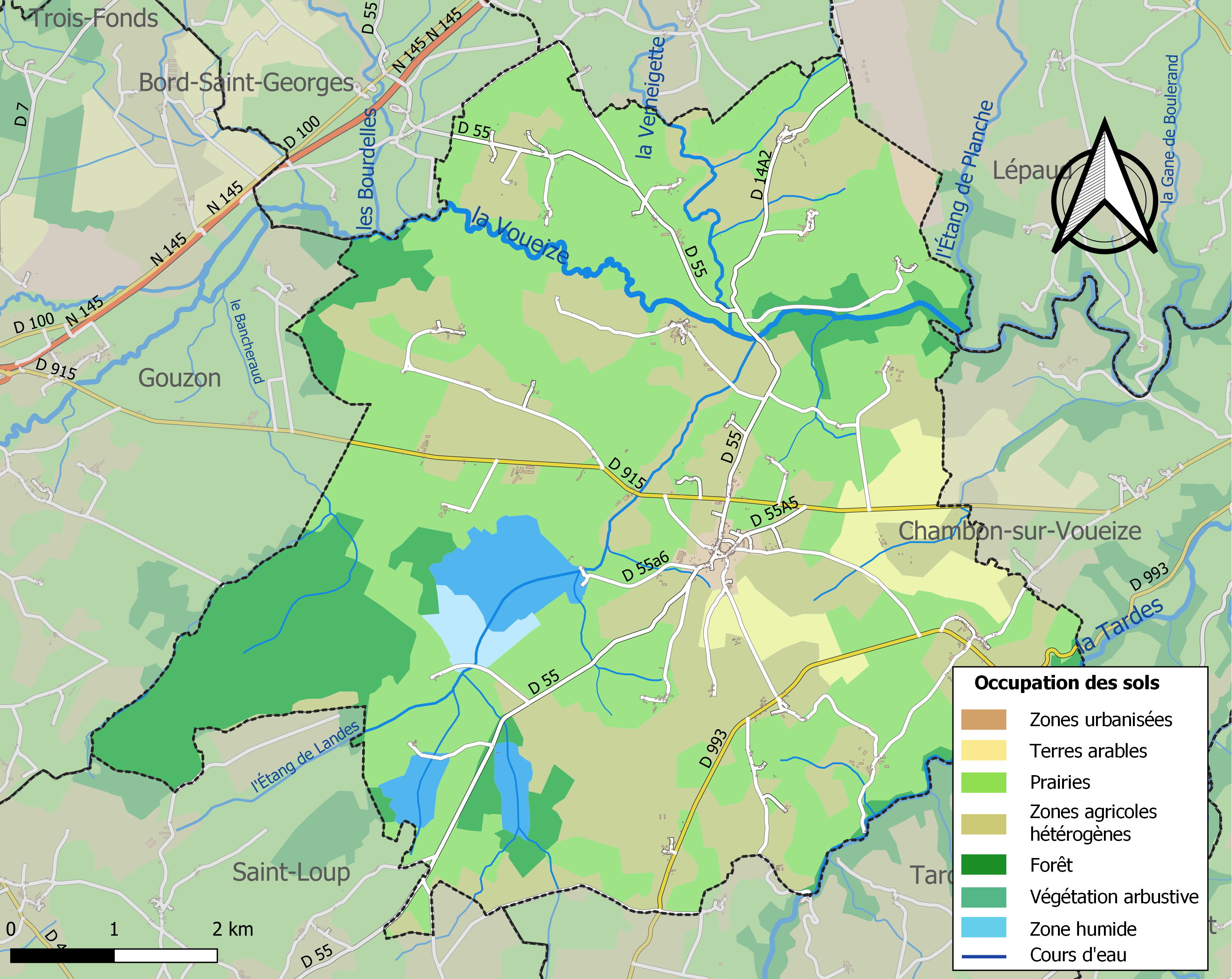
Carte des infrastructures et de l'occupation des sols de la commune en 2018 (CLC).

### Villages, hameaux et lieux-dits
La commune compte 41 villages (ou hameaux) :
Badassat, La Bastide, Bazaneix, Besse-Basse, Besse-Mathieu, Blaume, Le Bois-de-Lussat, Boisset, Les Bordes, Le Bouchet, Les Brauilles, Le Buisson, Les Cabosses, Le Ceilloux, Le Cerisier, La Chaux, Chez-Boutet, Chez-Taillat, Le Colombier, Les Coutures, Étang-Girard, Les Farges, Farouille, Feuillauds, Flobourg, Les Fourneaux, Le Genévrier, Haute-Rive, L'Hermite, Lajaumont, Landes, Les Loges, Le Mas-d'en-Bas, Mas-d'en-Haut, Le Montarux, Montfrailloux, La Nouzière, Pontet, Pré-Benoit, Pressigot, Puy-Haut, Riérette, Teillet, Trois-Fétus, Varennes, La Vergnolle, La Viergne, La Viergne-Gomet, Villeranges.

### Risques majeurs
Le territoire de la commune de Lussat est vulnérable à différents aléas naturels : météorologiques (tempête, orage, neige, grand froid, canicule ou sécheresse) et séisme (sismicité faible). Il est également exposé à un risque particulier : le risque de radon. Un site publié par le BRGM permet d'évaluer simplement et rapidement les risques d'un bien localisé soit par son adresse soit par le numéro de sa parcelle.

#### Risques naturels

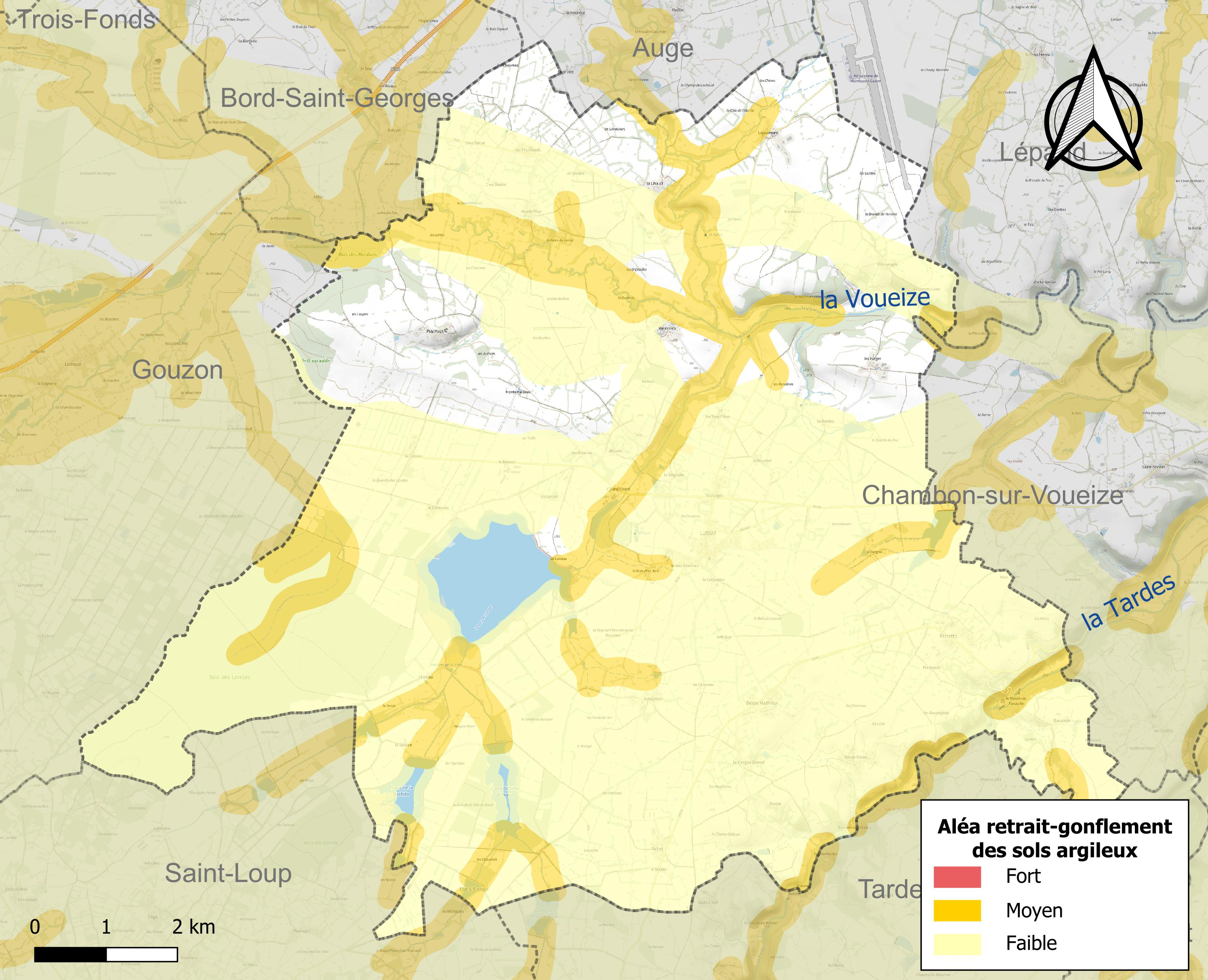
Carte des zones d'aléa retrait-gonflement des sols argileux de Lussat.

Le retrait-gonflement des sols argileux est susceptible d'engendrer des dommages importants aux bâtiments en cas d’alternance de périodes de sécheresse et de pluie. 16,9 % de la superficie communale est en aléa moyen ou fort (33,6 % au niveau départemental et 48,5 % au niveau national). Sur les 306 bâtiments dénombrés sur la commune en 2019,  21 sont en aléa moyen ou fort, soit 7 %, à comparer aux 25 % au niveau départemental et 54 % au niveau national. Une cartographie de l'exposition du territoire national au retrait gonflement des sols argileux est disponible sur le site du BRGM,.
Par ailleurs, afin de mieux appréhender le risque d’affaissement de terrain, l'inventaire national des cavités souterraines permet de localiser celles situées sur la commune.
La commune a été reconnue en état de catastrophe naturelle au titre des dommages causés par les inondations et coulées de boue survenues en 1982 et 1999. Concernant les mouvements de terrains, la commune a été reconnue en état de catastrophe naturelle au titre des dommages causés par des mouvements de terrain en 1999.

#### Risque particulier
Dans plusieurs parties du territoire national, le radon, accumulé dans certains logements ou autres locaux, peut constituer une source significative d’exposition de la population aux rayonnements ionisants. Certaines communes du département sont concernées par le risque radon à un niveau plus ou moins élevé. Selon la classification de 2018, la commune de Lussat est classée en zone 3, à savoir zone à potentiel radon significatif.

## Toponymie
En occitan marchois, la commune porte le nom de Luçac.

## Histoire
En novembre 2013, le gouvernement a accordé à la Compagnie Minière Or (COMINOR) un permis exclusif de recherche de minerai d'or ou d'autres métaux (argent, tungstène, antimoine...), sur un territoire de 47 km2 situé principalement sur la commune de Lussat (dit "permis de Villeranges", hameau de Lussat).
La perspective d'ouverture d'une éventuelle nouvelle mine d'or un siècle après la Mine d'or du Châtelet, à quelques kilomètres, inquiète une partie de la population locale qui craint des nuisances environnementales, notamment pour la nappe phréatique qui alimente 18 communes en eau potable. Les caractéristiques propres à la Réserve naturelle nationale de l'étang des Landes (située seulement à quelques centaines de mètres du périmètre de recherche) permettent-elles d'envisager une activité d'extraction minière à grande échelle ?

## Politique et administration
| Période                                  | Période  | Identité        | Étiquette | Qualité  |
| ---------------------------------------- | -------- | --------------- | --------- | -------- |
| Les données manquantes sont à compléter. |          |                 |           |          |
|                                          |          |                 |           |          |
| 1989                                     | 2008     | Gérard Aubert   |           |          |
| mars 2008                                | mai 2020 | Rémy Bodeau     | DVD       | Retraité |
| mai 2020                                 | En cours | Daniel Malleret |           |          |

## Population et société

### Démographie
L'évolution du nombre d'habitants est connue à travers les recensements de la population effectués dans la commune depuis 1793. Pour les communes de moins de 10 000 habitants, une enquête de recensement portant sur toute la population est réalisée tous les cinq ans, les populations de référence des années intermédiaires étant quant à elles estimées par interpolation ou extrapolation. Pour la commune, le premier recensement exhaustif entrant dans le cadre du nouveau dispositif a été réalisé en 2008.

En 2022, la commune comptait 409 habitants, en évolution de −6,19 % par rapport à 2016 (Creuse : −3,32 %, France hors Mayotte : +2,11 %).
| 1793  | 1800 | 1806  | 1821  | 1831  | 1836  | 1841  | 1846  | 1851  |
| ----- | ---- | ----- | ----- | ----- | ----- | ----- | ----- | ----- |
| 1 175 | 944  | 1 027 | 1 014 | 1 152 | 1 238 | 1 018 | 1 072 | 1 112 |

| 1856  | 1861  | 1866  | 1872  | 1876  | 1881  | 1886  | 1891  | 1896  |
| ----- | ----- | ----- | ----- | ----- | ----- | ----- | ----- | ----- |
| 1 137 | 1 124 | 1 177 | 1 151 | 1 185 | 1 187 | 1 212 | 1 214 | 1 185 |

| 1901  | 1906  | 1911  | 1921  | 1926 | 1931 | 1936 | 1946 | 1954 |
| ----- | ----- | ----- | ----- | ---- | ---- | ---- | ---- | ---- |
| 1 177 | 1 168 | 1 118 | 1 002 | 960  | 951  | 945  | 839  | 772  |

| 1962 | 1968 | 1975 | 1982 | 1990 | 1999 | 2006 | 2008 | 2013 |
| ---- | ---- | ---- | ---- | ---- | ---- | ---- | ---- | ---- |
| 739  | 631  | 525  | 520  | 486  | 428  | 444  | 449  | 454  |

| 2018 | 2022 | - | - | - | - | - | - | - |
| ---- | ---- | - | - | - | - | - | - | - |
| 415  | 409  | - | - | - | - | - | - | - |

### Sports
Lussat possède une équipe de football, l'Association sportive de Lussat (AS Lussat), des plus jeunes jusqu'aux équipes seniors en passant par les féminines.
L'AS Lussat est en 2e division de district, et son équipe B en 4e division. Les féminines en première division.
L'AS Lussat compte à son actif la coupe Gilbert Andrivet.

## Culture locale et patrimoine

### Lieux et monuments
- La Réserve naturelle nationale de l'étang des Landes, est une réserve naturelle située sur la commune de Lussat[45]. En Limousin, cet étang est le seul qui soit d'origine naturelle (dépression de Gouzon)[46].
- Église Saint-Martin de Lussat
- Site du moulin de Farouille et Badassat. Anciens moulins (biefs et digues) et gorges de la Tardes. Site de pêche réputé.
- Barrage de Flobourg. Construit en 1905 (un des premiers en béton armé) et toujours en activité. Il permit à Lussat d'être l'un des premiers bourgs creusois alimentés en électricité. Sa particularité est d'être une propriété privée : l'électricité produite est donc revendue à EDF, seul distributeur en France[47]. La retenue offre un agréable but de promenade et un coin de pêche facilement praticable.
- Châteaux de Lussat (XIXe s) et de Puy-Haut (XVIIIe s) (propriétés privées).

### Héraldique
| Blason de Lussat | Blason  | D'argent à la fasce d'azur chargée de trois étoiles d'or, accompagnée en pointe d'une rose de gueules, pointée, tigée et feuillée de sinople. |
| Blason de Lussat | Détails | Le statut officiel du blason reste à déterminer.                                                                                              |